# Razijja ud-din Sultana
Razijja ud-din Sultana (także: Jalâlat-ud-Dîn Raziyâ, Raziya al-Din) (ur. 1205 w Budaun, zm. 13 października 1240 w Delhi) – sułtan Delhi od 10 listopada 1236 do 14 października 1240. Była jedyną kobietą, która kiedykolwiek rządziła Sułtanatem Delhijskim.

## Życiorys
Była córką Shamsa ud-din Iltutmysza, władcy Sułtanatu Delhijskiego w latach 1211–1236. Iltutmysz urodził się jako turecki niewolnik i dzięki wyjątkowym zdolnościom wojskowym został wodzem i sułtanem. Mimo iż miał trzech synów, na swojego następcę wybrał córkę Razijję, która była bardziej odpowiedzialna i kompetentna od nich. Jednak po śmierci Iltutmysza schedę po nim, wbrew woli zmarłego władcy, przejął jeden z synów – Rukn ud-din Firuz. Dopiero po jego śmierci w 1236 roku na tron wstąpiła Razijja.
Przeciwko niej zwrócili się tureccy dostojnicy, niezadowoleni z tego, że nosiła męskie szaty i pojawiała się publicznie, nie przestrzegając purdahu. Negowali także jej wybór Abisyńczyka Jamal-ud-Dina Yaquta na amir-i-akhur ("pana domu"). Mameluccy oficerowie zaczęli więc spiskować przeciwko niej.
Razijja wedle przekazów była władczynią sprawiedliwą, całkowicie poświęconą imperium i szanowaną przez poddanych. Zginęła w wyniku kolejnych walk o tron z rąk siepaczy jej brata, Muizza ud-din Bahrama.

## Sułtanka Razijja w kulturze
W 1961 roku powstał film produkcji indyjskiej Razia Sultana. W 1983 roku nakręcono film biograficzny pod tym samym tytułem, zaś w 2015 roku powstał serial telewizyjny o jej życiu Razia Sultan.

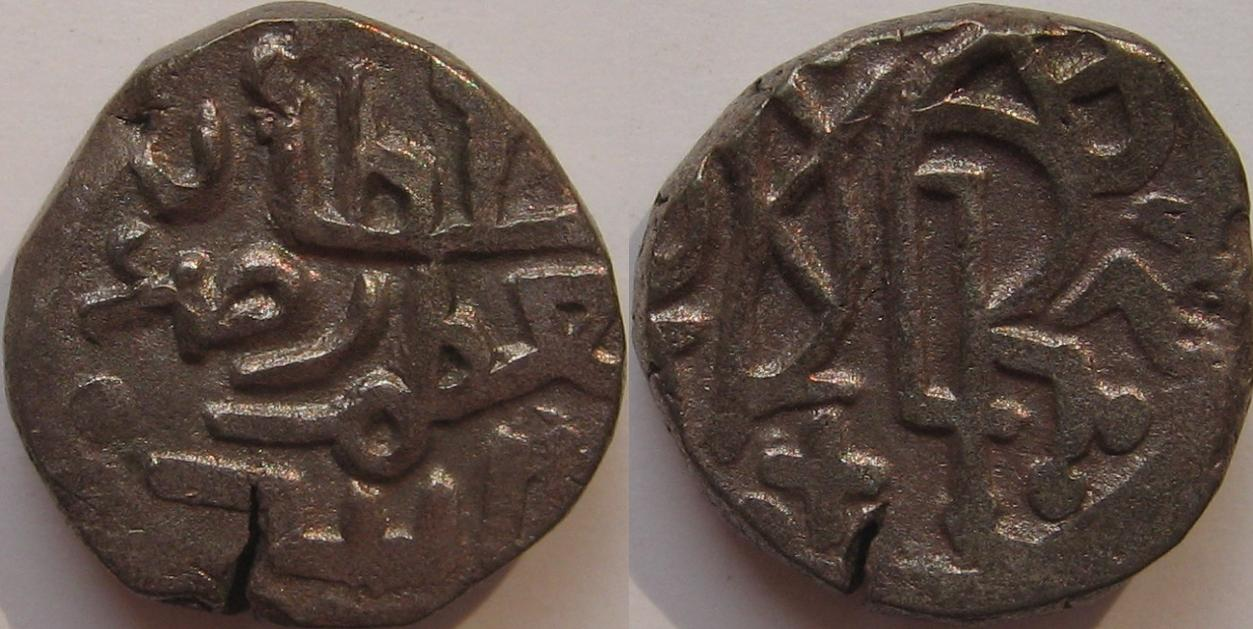
Moneta z czasów panowania Razijji
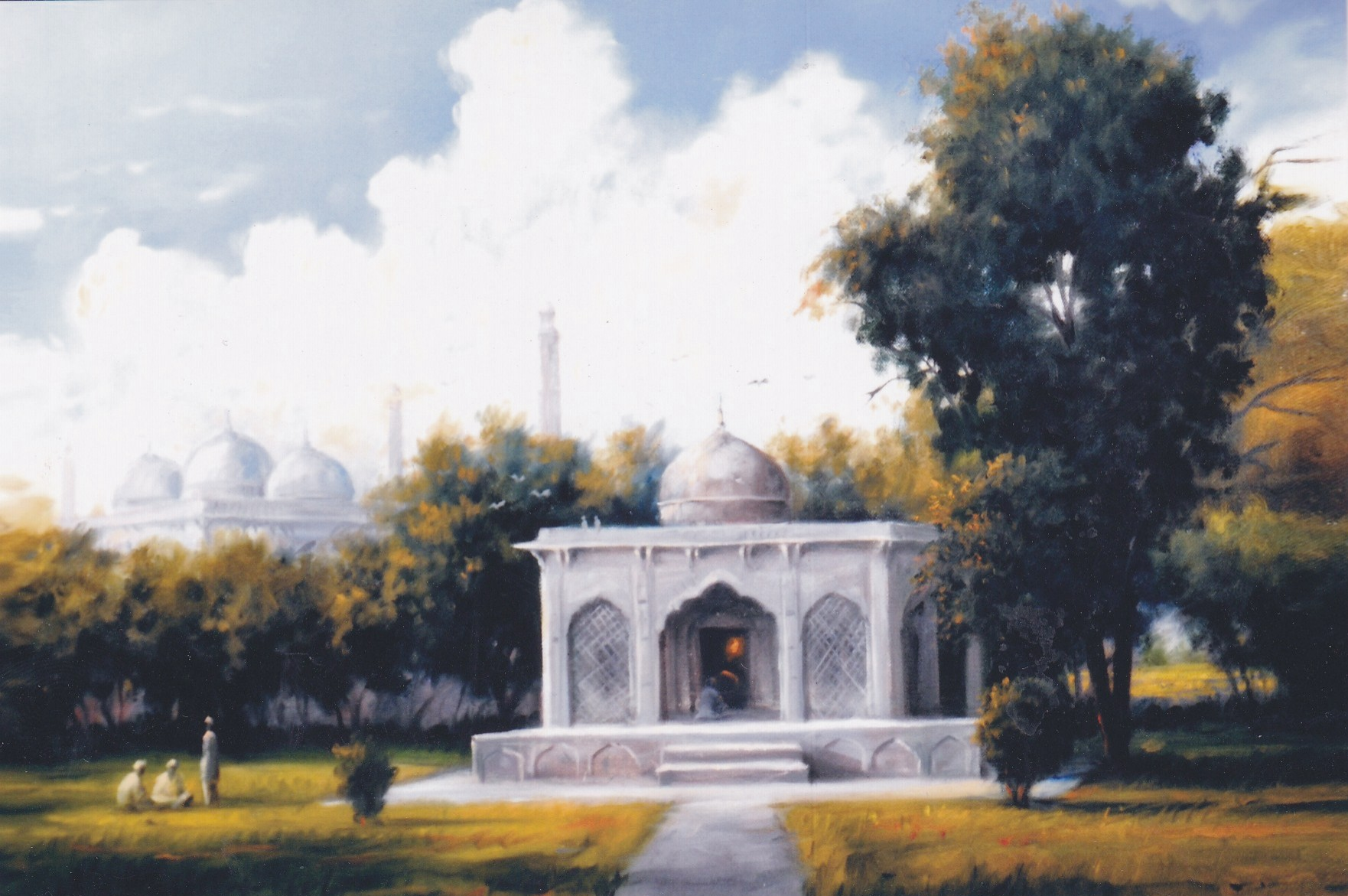
Obrazek przedstawiający grobowiec Razijji (XIX wiek)
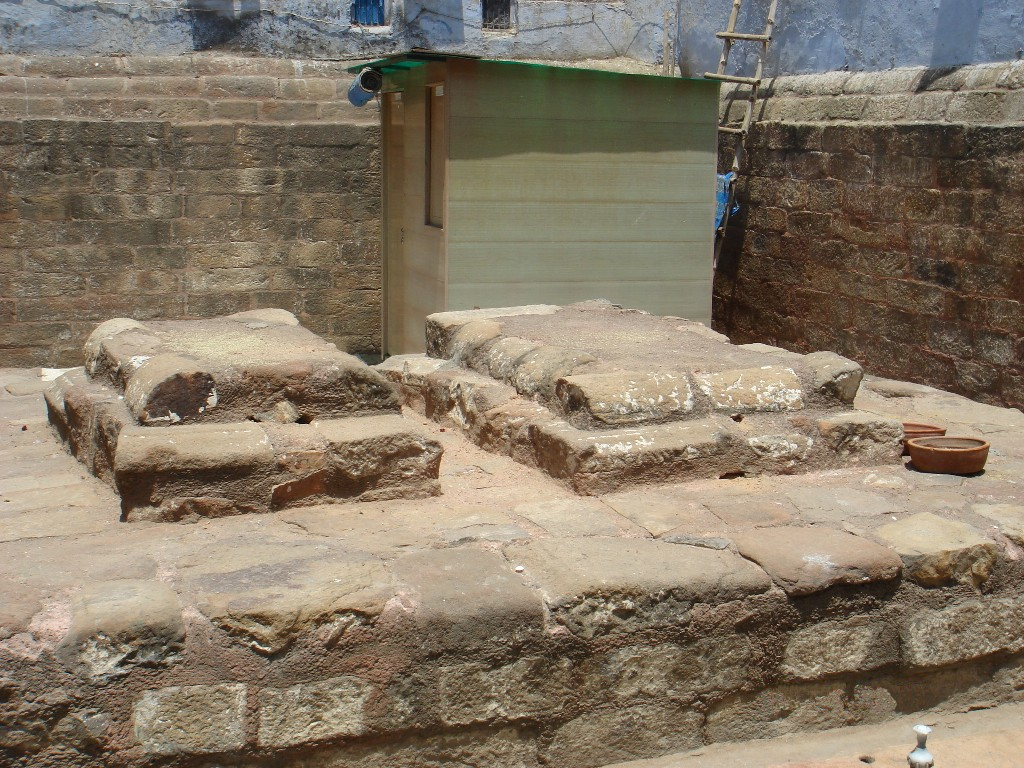
Grób Razijji w Delhi